# Захват Багамских островов (1782)
Захват Багамских островов (исп. Conquista española de las Bahamas) — произошёл в мае 1782 во время Англо-испанской войны, когда испанские войска под командованием Хуана Мануэля де Кагигаля (исп. Juan Manuel de Cagigal) высадились на остров Нью-Провиденс около Нассау, столицы территории Багамы. Британский командующий в Нассау, Джон Максвелл (англ. John Maxwell) перед лицом превосходящих сил решил сдать остров без боя.

## Военная ситуация
Испания поддерживала американских колонистов в борьбе за независимость и в 1779 году сама вступила в войну и начала кампанию по изгнанию британцев с прилегающих к Мексиканскому заливу территорий, в том числе в британской колонии Западная Флорида. После захвата основных форпостов в Мобиле и Пенсаколе, испанский командующий Бернардо де Гальвес планировал нападение на Нассау, столицу Багамских островов, которая служила основной базой британских приватиров. Гальвес одобрил экспедицию в конце 1781 года, но она была отложена на время Йорктаунской кампании, которая привела к капитуляции британской армии в октябре. В начале 1782 года план был возрожден; командование поручено Хуану де Кагигалю, губернатору Гаваны.

## Захват Нассау
Несмотря на полученый приказ Гальвеса отказаться от экспедиции, чтобы освободившиеся силы использовать для вторжения на Ямайку, Кагигаль продолжал осуществление замысла. Он вышел из Гаваны 18 апреля 1782 года. Он взял 2500 человек, чем сильно оголил гарнизон в Гаване, и тот был не в состоянии направить войска для поддержки ямайской экспедиции Гальвеса. Ему удалось получить дополнительные корабли и транспорты от американских приватиров во главе с Александром Гийоном (англ. Alexander Guillon).
6 мая эскадра Кагигаля была в виду Нассау. Он убедил британского командующего вице-адмирала Джона Максвелла сдаться до начала правильной осады. Максвелл предложил двенадцать условий, список которых был несколько исправлен Кагигалем, прежде чем он принял капитуляцию. Испанские силы затем оккупировали город, взяли в плен 600 человек гарнизона и захватили несколько кораблей, в том числе фрегат.

## Последствия
Гальвес был возмущен, что Кагигаль не выполнил его приказ отказаться от нападения, и чувствовал себя обманутым, потому что британская морская победа в битве при островах Всех Святых вынудила его отказаться от задуманного франко-испанского вторжения на Ямайку. Гальвес распорядился арестовать Кагигаля, якобы за жестокое обращение с британским генералом Джоном Кэмпбеллом, после осады Пенсаколы в 1781 году. Кагигаль был заключен в тюрьму в Кадисе, его военная карьера была погублена. Один из его соратников, Франсиско де Миранда (исп. Francisco de Miranda), был обвинен в аналогичных нарушениях, что, возможно, подтолкнуло его будущую карьеру сторонника независимости американских колоний от Испании. В конечном счете награду за захват Багам получил Гальвес, несмотря на то, что пытался отменить проект. Американский лоялист по имени Эндрю Дево (англ. Andrew Deveaux) поставил себе задачей вернуть Нассау, чего и достиг 17 апреля 1783 года силами всего 220 человек и 150 мушкетов против 600 регулярных солдат. К этому времени, однако, испанская корона уже признала британский суверенитет над Багамскими островами в обмен на Восточную Флориду, в соответствии с Парижским договором.